# Bony stellt eine Falle
Bony stellt eine Falle, im englischsprachigen Original Winds of Evil, ist ein Kriminalroman des australischen Schriftstellers Arthur W. Upfield und der fünfte, in dem er den Detektiv „Bony“ ermitteln lässt.

## Kontexte
Die Handlung spielt im äußersten Nordwesten des australischen Bundesstaats New South Wales. Im Übrigen ist der Ort der Handlung fiktiv, sowohl der Ort „Carie“ als auch die südlich an ihn grenzende etwa 3650 Quadratkilometer umfassende Schaf-Farm „Wirragatta“, die beiden Hauptschauplätze.
Die Geschichte beginnt Ende Oktober 1936 mit einem gewaltigen Sandsturm und erstreckt sich über einige Wochen. Diese Sandstürme produzieren ein hohes Maß an statischer Elektrizität und beeinträchtigen Menschen in Gesundheit und Wohlbefinden.

## Personen

### Ermittler
Bony ermittelt – wie so oft – als verdeckter Ermittler, getarnt als Wanderarbeiter und unter dem Pseudonym „Joe Fisher“. Anfangs kennen nur der örtliche Polizist in Carie, Mounted Constable Lee, und der Chef der Schaf-Farm „Wirragatta“, Martin Borradale, seine wahre Identität. In die Ermittlungen schaltet sich seitens der Polizei auch der als Unsympath par excellence dargestellte Sergeant Simone aus Broken Hill ein, der auch prompt den Falschen verhaftet, und ganz zum Ende noch Sergeant William Smithson. Außerdem versuchen sich einige der Bewohner von Wirragatta als Amateurermittler, so Martin Borradale, Hang-dog Jack, der Koch auf Wirragatta, und Donald Dreyton, ein Arbeiter, der Zäune repariert und der seine Vergangenheit verborgen hält.

### Die anderen
Ein wichtiger Charakter ist Mrs. Nelson, Eigentümerin von Hotel und Pub in Carie. Ihr gehört auch der größte Teil des Ortes. Von der Veranda im ersten Stock des Hotels – einziges zweistöckiges Gebäude in Carie – überwacht sie das Geschehen im Ort mit und ohne Feldstecher. Ihr Hausmädchen ist Tilly. Grandfather Littlejohn, der älteste Einwohner des Ortes, hinterbringt Mrs. Nelson jede Neuigkeit, die sie von ihrer Veranda aus nicht sehen konnte. Wichtig in Carie und für die Handlung ist außerdem der Arzt, Dr. Mulray.
Martin Borradale und seiner Schwester Stella gehört gemeinsam die Schaf-Farm „Wirragatta“. Stella hat ein Auge auf Donald Dreyton geworfen, der aber will nicht so recht. Harry (Henry) West ist für die Pferde auf „Wirragatta“ zuständig. Er und Tilly möchten heiraten. Das dritte Paar, bei dem Bony ein bisschen nachhelfen muss, sind Mabel Storrie und Barry Elson.

## Handlung

### Vorgeschichte
Im Umfeld von „Wirragatta“ und Carie sind zwei Morde begangen worden. In beiden Fällen hat der Täter die Opfer von hinten angegriffen und mit großer Kraft erwürgt, in beiden Fällen geschah das während eines Sandsturms, so dass vom Täter keinerlei Spuren mehr feststellbar sind. Erstes Opfer war Alice Tindall, die mit ihrem Aborigine-Stamm in der Nähe von „Wirragatta“ wohnte, das zweite Opfer, Frank Marsh, hatte auf „Wirragatta“ gearbeitet. Martin Borradale wandte sich daraufhin an das befreundete Ehepaar Trench, Eigentümer der Schaf-Farm Windee. Dort hatte Bony ermittelt und das Ehepaar Trench stellte den Kontakt her.

### Kriminalfall
Die Handlung beginnt mit einem fürchterlichen Sandsturm. Während der tobt, wandert Joe Fisher auf Carie und Wirragatta zu. Bei seiner Begegnung mit einem Auto wird den Lesern gleich die gewaltige Stärke der dabei aufgestauten statischen Elektrizität vor Augen geführt. In der Nacht vor der Ankunft von Joe Fisher / Bony auf Wirragatta schlägt der Würger erneut zu. Das Opfer, Mabel Storrie, überlebt schwer verletzt nur knapp.
Bony kann zwar Spuren feststellen, die reichen aber nicht aus, um die Taten einem Täter zuzuordnen. Letztendlich bleibt ihm nichts anderes übrig, als dem Täter eine Falle zu stellen.

### Nebenhandlungen
Selbstverständlich gelingt es Bony im Laufe seiner Ermittlungen, die Liebespaare zu vereinen.

## Konstruktion
Der Roman lebt von den eindrücklichen Darstellungen sowohl der Charaktere als auch der Darstellung der außerordentlich heftigen Sandstürme. Die Darstellungen der Personen sind sehr gelungen, wobei besonders die der skurrilen Mrs. Nelson beeindruckt. Aus dem Rahmen fällt der sehr holzschnittartig dargestellte Sergeant William Smith, der sich einfach nur dumm anstellt.

## Ausgaben
Mit dem Beginn des Zweiten Weltkriegs kamen zahlreiche Soldaten der U.S. Army nach Australien und lernten das Land auch durch die Krimis von Arthur W. Upfield kennen. Leseempfehlungen, die zurück in die Heimat vermittelt wurden, riefen den Verlag Doubleday auf den Plan, der die Rechte an sechs Romanen von Arthur W. Upfield erwarb. Zu diesen Werken gehörte auch Winds of Evil, das in den USA 1944 erschien. Eine deutschsprachige Ausgabe folgte erst 1962.
Soweit nicht anders angegeben, stammen die Angaben zu den englischsprachigen Ausgaben aus dem Katalog der Australischen Nationalbibliothek.
- Erstausgabe: Winds of Evil. Angus & Robertson, Sydney 1937
- Weitere britische und australische Ausgaben:
  - Hamilton, 1939[5]
  - Angus & Robertson, Sydney 1961
  - British Book Centre, 1961[6]
  - Angus and Robertson, Sydney 1963
  - Arkon Paperbacks, Sydney 1972. ISBN 0207126186
  - Ulverscroft, Leicester 1977 (Großdruck)
  - Arkon paperbacks. Angus & Robertson, London u. Sydney 1980. ISBN 0207144192
  - Taschenbuch. ETT Imprint, Exile Bay (NSW) 2018. ISBN 9781925416978
  - Online-Publikation. ETT Imprint, Royal Exchange (NSW) 2020. ISBN 9781922384492 (korrigierte Fassung)
- US-amerikanische Ausgaben:
  - US-amerikanische Erstausgabe. Veröffentlichung für den Crime Club. Doubleday Doran and Co. Inc., Garden City (NY) 1944
  - Berkley Publishing, New York, 1964
  - Macmillan Publishing Company, New York (NY) 1987. ISBN 0-02-025910-7
- Deutschsprachige Ausgaben (übersetzt von Heinz Otto)[7] unter dem Titel Bony stellt eine Falle:
  - Goldmann roter Krimi 1168. Wilhelm Goldmann, München 1962. ISBN 344201168X
  - Goldmann, München, und Krimi-Verlag, Wollerau 1970. ISBN 978-3-442-01168-1
  - „2. Auflage“. Goldmann, München, und Krimi-Verlag, Wollerau 1972. ISBN 978-3-442-01168-1
  - „3. Auflage“. Goldmann, München, und Krimi-Verlag, Wollerau 1977. ISBN 978-3-442-01168-1
  - „4. Auflage“. Goldmann, München, und Krimi-Verlag, Wollerau 1985. ISBN 978-3-442-01168-1
  - „5. Auflage“. Goldmann, München, und Krimi-Verlag, Wollerau 1989. ISBN 978-3-442-01168-1
  - Online-Publikation. ETT Imprint, Cabarita (NSW) 2023. ISBN 9781922698926
- Darüber hinaus liegen weitere Ausgaben in anderen Sprachen vor, so 
  - in Französisch unter dem Titel Un vent du diable. Paris 1998. ISBN 9782264027320[8] und
  - in Japanisch unter dem Titel ボニーと風の絞殺魔 / アーサーアップフィールド ; 越智道雄訳 (Ochi Michio yaku), Hayakawa Shobō, Tōkyō 1955.[9]